# Richard L. Breen
Richard L. Breen (Chicago dans l'Illinois aux États-Unis, 26 juin 1918 – comté de Los Angeles en Californie, 1er février 1967), est un scénariste et réalisateur américain.

## Filmographie

### comme scénariste
- 1948 : La Scandaleuse de Berlin (A Foreign Affair) de Billy Wilder
- 1948 : Les Filles du major (Isn't It Romantic?) de Norman Z. McLeod
- 1948 : La Chasse aux millions (Miss Tatlock's Millions) de Richard Haydn
- 1949 : Quand viendra l'aurore (Top o' the Morning) de David Miller
- 1951 : La Mère du marié (The Mating Season) de Mitchell Leisen
- 1951 : Échec au hold-up (Appointment with Danger) de Lewis Allen
- 1951 : Agence Cupidon (The Model and the Marriage Broker) de George Cukor
- 1952 : La Sarabande des pantins (O. Henry's Full House) de Henry Hathaway, Howard Hawks, Henry King, Henry Koster et Jean Negulesco
- 1953 : Niagara d'Henry Hathaway
- 1953 : Titanic de Jean Negulesco
- 1954 : La police est sur les dents (en) (Dragnet) de Jack Webb
- 1955 : La Peau d'un autre (Pete Kelly's Blues) de Jack Webb
- 1955 : Le Secret des sept cités (Seven Cities of Gold) de Robert D. Webb
- 1957 : Espionnage à Tokyo (en) (Stopover Tokyo) de lui-même
- 1959 : La police fédérale enquête (The FBI Story) de Mervyn LeRoy
- 1960 : L'Île des Sans-soucis (Wake Me When It's Over) de Mervyn LeRoy
- 1962 : La Foire aux illusions (State Fair) de José Ferrer
- 1963 : Mary, Mary de Mervyn LeRoy
- 1963 : Patrouilleur 109 (PT 109) de Leslie H. Martinson
- 1963 : Le Combat du capitaine Newman (Captain Newman, M.D.) de David Miller
- 1965 : Ne pas déranger s'il vous plaît (Do Not Disturb) de Ralph Levy
- 1966 : D pour danger (A Man Could Get Killed) de  Ronald Neame et Cliff Owen
- 1967 : Tony Rome est dangereux (Tony Rome) de Gordon Douglas

### comme réalisateur
- 1957 : Espionnage à Tokyo (en) (Stopover Tokyo)